# Liternum

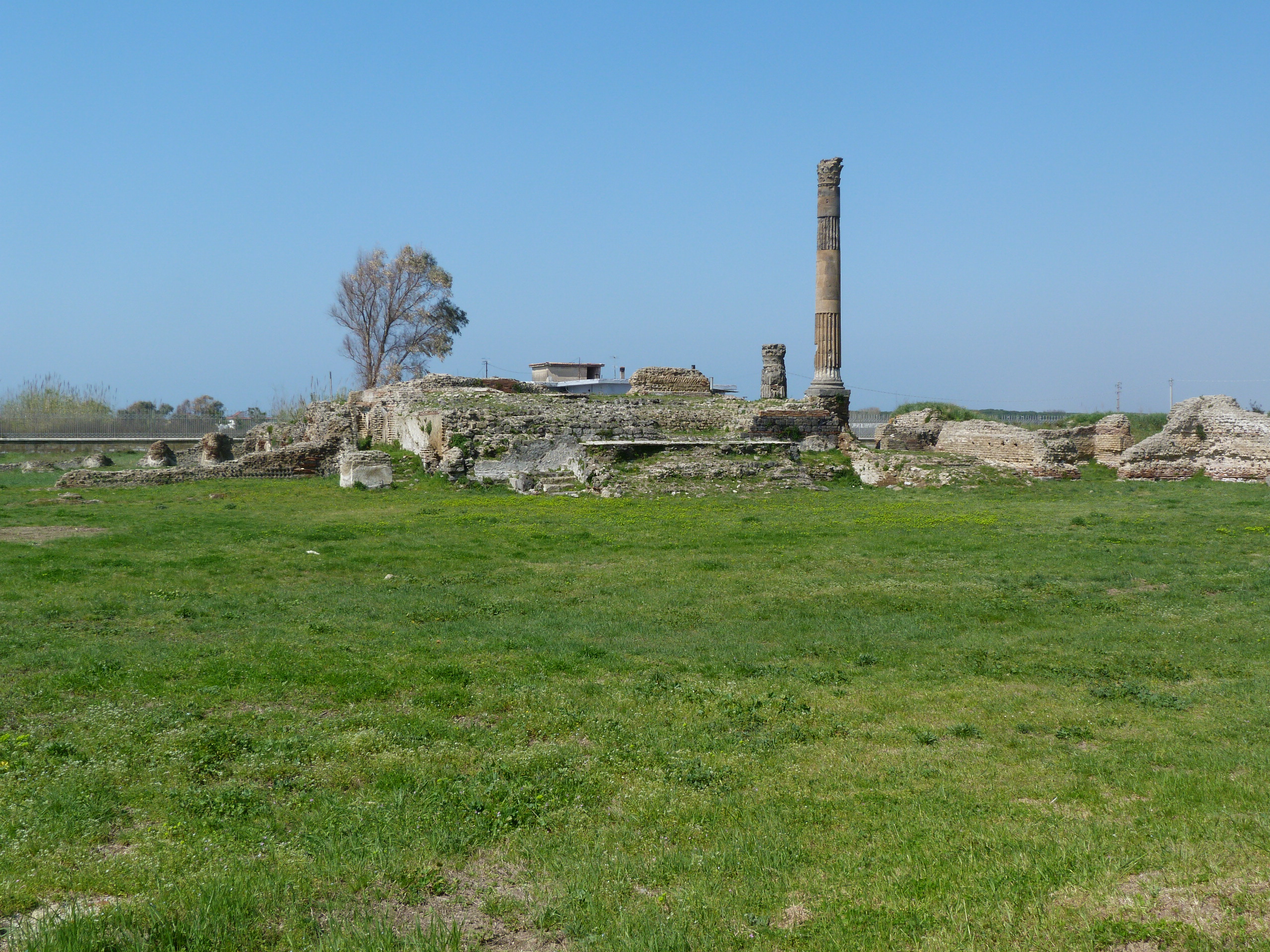
Ruïnes van Liternum, in Lago Patria, een wijk van metropolitaan Napels, Italië

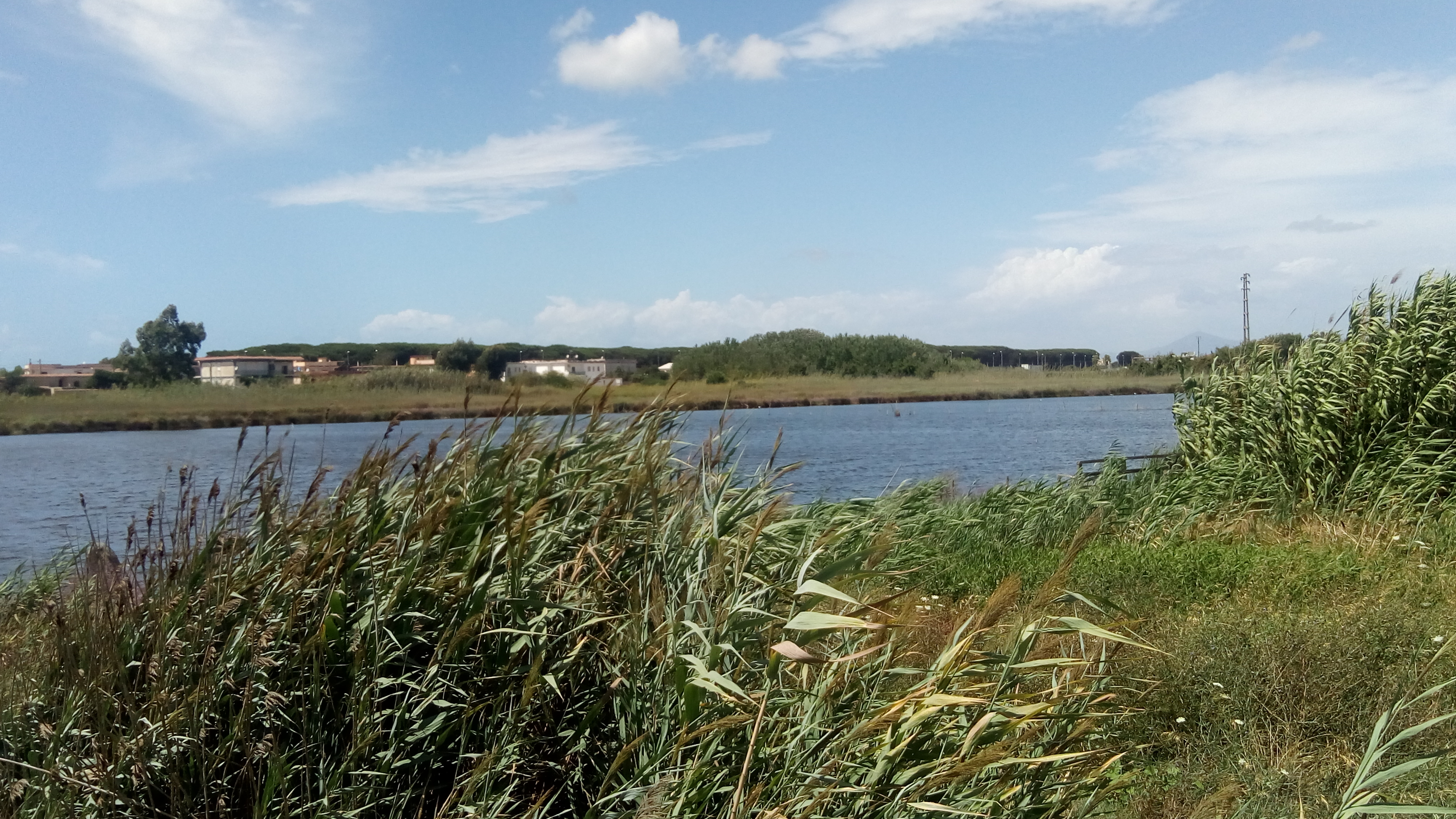
Meer van Patria, destijds Moeras van Liternum

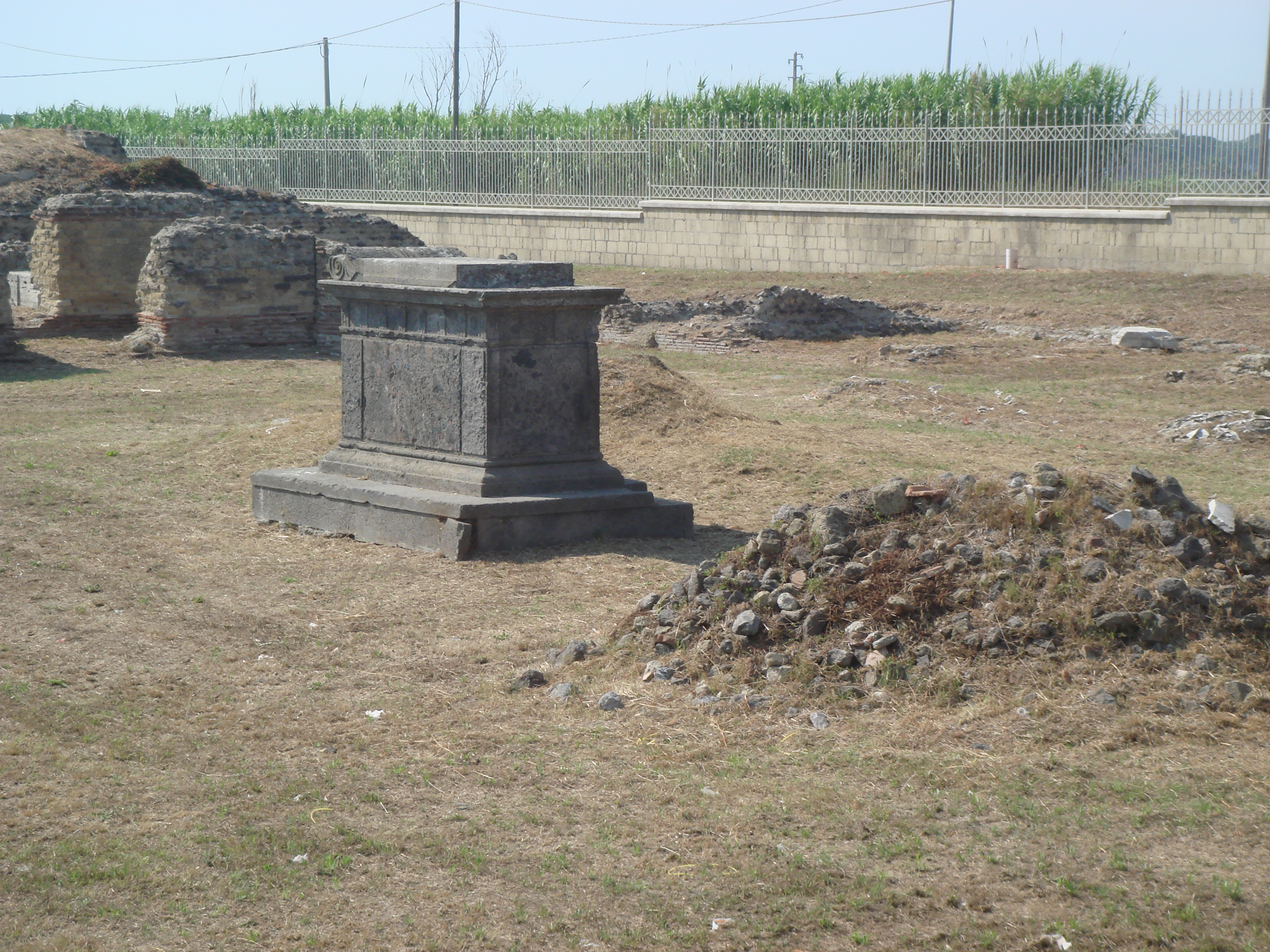
Votiefaltaar voor Scipio Africanus

Liternum was een Romeinse stad (194 v.Chr. tot de 5e eeuw) ten noorden van de Italiaanse stad Napels.  De archeologische site is gelegen in de gemeente Giugliano in Campania, een deel van de metropolitane stad Napels. De bekendste inwoner was Scipio Africanus die er de laatste dagen van zijn leven doorbracht en begraven werd.
Liternum lag vlak bij de kustlijn van de Tyrreense Zee en het meer Lago di Patria, destijds Literna Palus of Moeras van Liternum genoemd. De wijk waar de archeologische site is, heet Lago Patria zoals het meer. 

## Historiek
Voor de stichting door het Romeinse Rijk was de plek al bewoond, en dit al sinds de prehistorie. De Osken bevolkten al de plek voor de komst van het Romeinse Rijk.
In 194 v.Chr. stichtte Rome er een kolonie voor veteranen van de Tweede Punische Oorlog. De stad werd ook Colonia Literna genoemd ofwel de Kolonie Liternum. De ex-soldaten kregen naast hun soldij een stuk grond in Liternum. De straten van Liternum hadden dan ook een meetkundig grondplan. Scipio Africanus was de generaal en machthebber in Rome gedurende de Tweede Punische Oorlog. Hij liet in Liternum een villa optrekken met twee wachttorens. Zijn villa was ommuurd volgens Seneca en bezat een goed verborgen waterreservoir waarvan een heel leger kon drinken. Scipio Africanus stierf in Liternum in het jaar 183 v.Chr. Zijn graftombe is niet bewaard maar wel een inscriptie ter zijner eer op een votiefaltaar.
De uitbouw van de stad gebeurde pas ten tijde van keizer Augustus (1e eeuw). Liternum kreeg een forum, een badhuis, een amfitheater en een triomfboog. Het amfitheater lag vlak naast het moeras. Buiten de stadsmuren was er een grote necropolis gebouwd. Dankzij de Via Domitiana was er een vlotte verbinding met de rest van Campania, met name met de havenstad Pozzuoli. Aan het eind van de 1e eeuw, onder het bestuur van keizer Domitianus en tijdens de 2e eeuw kende de stad Liternum haar hoogtepunt. Liternum werd verheven tot een prefectuur.
In de loop van de 4e eeuw geraakte de stad in verval. De oorzaak lag niet alleen bij de Germaanse invallen en de economische achteruitgang die hiermee gepaard ging. Liternum werd geteisterd door overstromingen en een malariaplaag vanuit het moeras. Christenen richtten de tempel Capitolium in tot een kerk.
Tijdens de veroveringen van de Vandalen onder leiding van Genseric vluchtten de laatste inwoners naar Giugliano.
Tijdens de Middeleeuwen werden de velden rond Liternum nog bewerkt door benedictijner monniken doch de stad was vergeten. Dit veranderde in de 16e eeuw en op het eind van de 19e eeuw toen enkele stenen werden bloot gelegd. De eigenlijke archeologische opgraving dateert van 1932 en volgende jaren. De gemeente Guigliano in Campania is eigenaar van de archeologische site.